# James Tassie

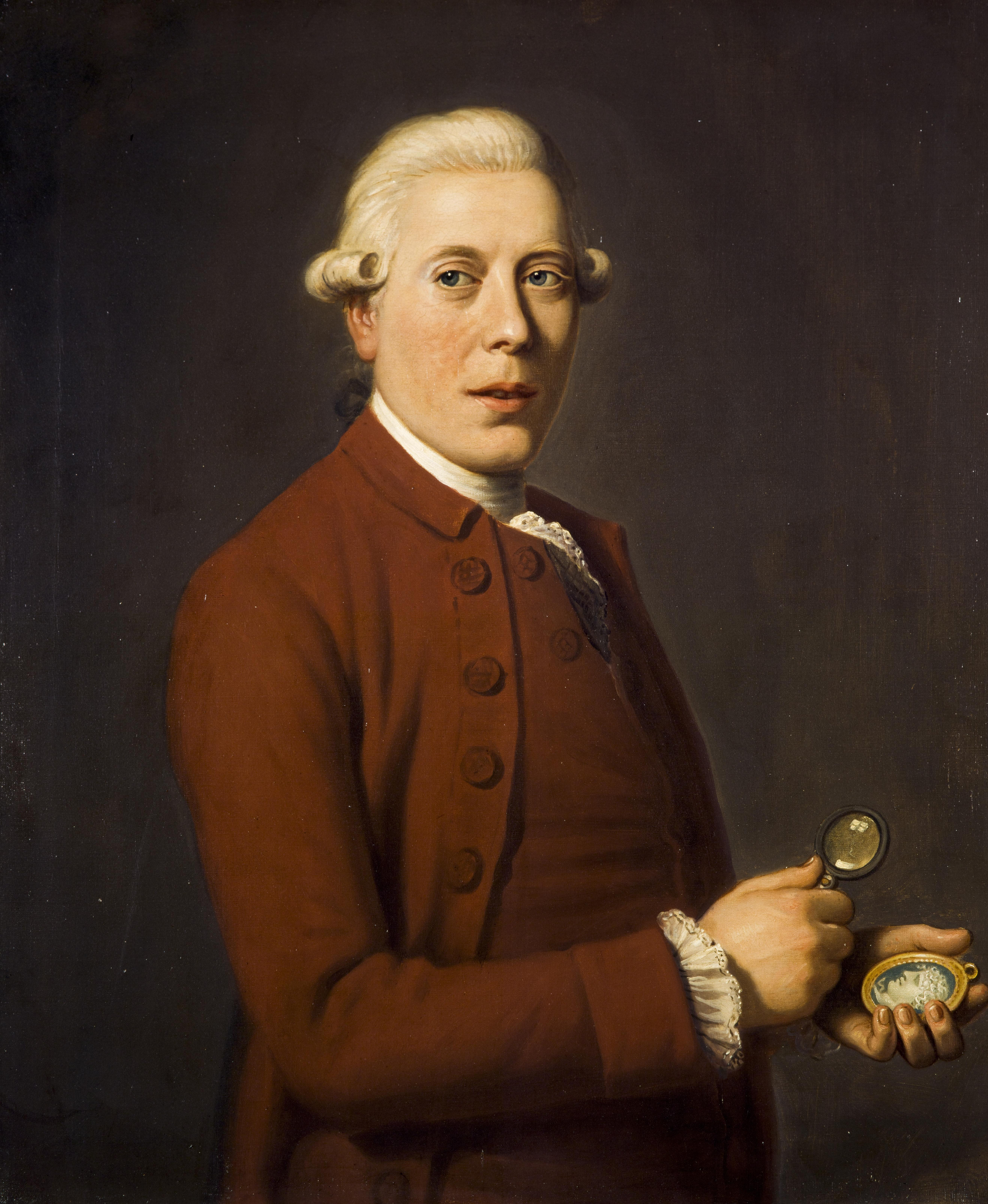
James Tassie, porträtterad av David Allan.

James Tassie, född 1735 nära Glasgow, död 1799 i London, var en skotsk stensnidare och medaljgravör i emalj.
Tassie var elev till Henry Quin i Dublin och uppfann en metod att efterbilda antika gemmer. Enbart till Katarina II sålde han 15 000 imiterade kaméer och gemmer. Omkring 16 000 upptagas i den av Rudolf Erich Raspe 1791 utgivna katalogen. Hans närmaste efterföljare som utövare av denna konstgren blev hans brorson William Tassie.